# Rhipidia holwayi
Rhipidia holwayi là một loài ruồi trong họ Limoniidae. Chúng phân bố ở miền Australasia.